# Monaster Opieki Matki Bożej w Lake George
Monaster Opieki Matki Bożej – żeński prawosławny klasztor w Lake George, w jurysdykcji diecezji Zachodu Kościoła Prawosławnego w Ameryce. Jego przełożoną jest matuszka Kasjana. 
Klasztor został założony w 1993 z błogosławieństwa biskupa San Francisco i Zachodu Tichona. Początkowo zakonnice wynajmowały dom w Calhan w stanie Kolorado. Po dwóch latach, zebraniu niezbędnych funduszy i wzięciu kredytu przeniosły się w Góry Skaliste, do Lake George w okolice Pikes Peak, gdzie zakupiły za 150 tys. dolarów dom i 10 akrów gruntu. W 1999 zakupiły dodatkowo 3,5 akrów lasu. Mniszki zaadaptowały dom na klasztor, w dawnym garażu urządziły tymczasową kaplicę, zaś w najbliższym sąsiedztwie – ogród. Od 2002 w jednym ze skrzydeł zabudowań działa niewielki dom pielgrzyma. Monaster utrzymuje się z druku książek o tematyce religijnej i drukowania kopii ikon. 